# Четиридесет и втори пехотен полк
Четиридесет и втори пехотен полк е български пехотен полк, формиран през 1912 година и взел участие в Балканската, Междусъюзническата, Първата и Втората световна война.

## Формиране
Четиридесет и втори пехотен полк е формиран на 19 септември 1912 година в Ямбол от състава на 29-и пехотен ямболски и 32-ри пехотен загорски полк.

## Балкански войни (1912 – 1913)
Полкът взема участие в Балканската (1912 – 1913) и Междусъюзническата война (1913).

## Първа световна война (1915 – 1918)
При обявяването на мобилизацията при включването на България в Първата световна война (1915 – 1918) е сформиран в Орхание и Цариброд, от състава на 16-и пехотен ловчански и 25-и пехотен драгомански полк. 
При намесата на България във войната полкът разполага със следния числен състав, добитък, обоз и въоръжение:
| Числен състав                                       | Добитък   | Обоз     | Въоръжение                           |
| --------------------------------------------------- | --------- | -------- | ------------------------------------ |
| Офицери: 48 Чиновници: 2 Подофицери и войници: 3485 | Коне: 368 | Коли: 43 | Пушки и карабини: 2820 Картечници: 4 |

Включен е в състава на 3-та бригада на 1-ва пехотна софийска дивизия и участва в настъплението срещу Сърбия, войната срещу Румъния и боевете на Южния фронт. В края на войната, след сключването на Солунското примирие, е предаден в италиански плен (3 октомври 1918), от който се завръща на 22 февруари 1919 година и на 27 май е демобилизиран и разформиран.

## Втора световна война (1941 – 1945)
Полкът е многократно формиран и разформиран за участие във Втората световна война (1939, 1940, 1941, 1943) и изпращан на Прикриващия фронт. Последното му формиране на 24 септември 1944 е във връзка с участието му в двете фази на заключителния етап на войната, когато влиза в състава на 11-а пехотна дивизия. Участва в Страцинско-Кумановската операция. На 30 септември 1945 е демобилизиран и разформирован.

## Командири
Званията са към датата на заемане на длъжността.
| №  | звание       | име               | дати                                  |
| -- | ------------ | ----------------- | ------------------------------------- |
| 1. | Полковник    | Тилю Колев        | Балкански войни                       |
| 2. | Подполковник | Илия Атанасов     | Първа световна война                  |
| 3. | Полковник    | Петър Калканджиев | до 31 октомври 1916                   |
| 4. | Полковник    | Георгиев          | ноември 1916 - януари 1917            |
| 5. | Подполковник | Александър Ганчев | януари 1917 – есента на 1917          |
| 6. | Подполковник | Димитър Маринов   | от есента на 1917                     |
|    | Подполковник | Еню Каролев       | от 1941 – 13 септември 1944           |
|    | Подполковник | Иван Шулеков      | 14 септември 1944 – 30 септември 1945 |